# Guillaume Gratry
 (février 2008).
Si vous disposez d'ouvrages ou d'articles de référence ou si vous connaissez des sites web de qualité traitant du thème abordé ici, merci de compléter l'article en donnant les références utiles à sa vérifiabilité et en les liant à la section « Notes et références ».
Pour les articles homonymes, voir Gratry.
Guillaume Alexandre Auguste Gratry (Ath (Province de Hainaut), 1er septembre 1822 - Saint-Gilles (Province de Brabant), 13 juillet 1885), est un homme politique et militaire belge, qui est général-major de l'armée belge.

## Biographie
Guillaume Gratry est issu de la famille Gratry, fils d’Alexandre Nicolas Gratry, ancien soldat de la Grande Armée, médaillé de Sainte-Hélène, et de Charlotte Florent.

### Carrière militaire
Nous ne commençons à trouver trace de son existence que lorsqu'il rejoint l'armée belge comme engagé volontaire pour « 8 ans 1 mois 2 jours », en tant que mineur de 2e classe au bataillon de sapeurs mineurs, le 29 mai 1839. Dès ses débuts, il connait le baptême du feu, puisqu’il participe à la guerre de 1839 contre les Hollandais qui tentent d’arracher à la Belgique son indépendance à peine conquise.
Il devient mineur de 1re classe, puis vice-caporal, enfin caporal le 11 décembre 1840. À partir du 24 décembre 1840, il fréquente l'École militaire. 

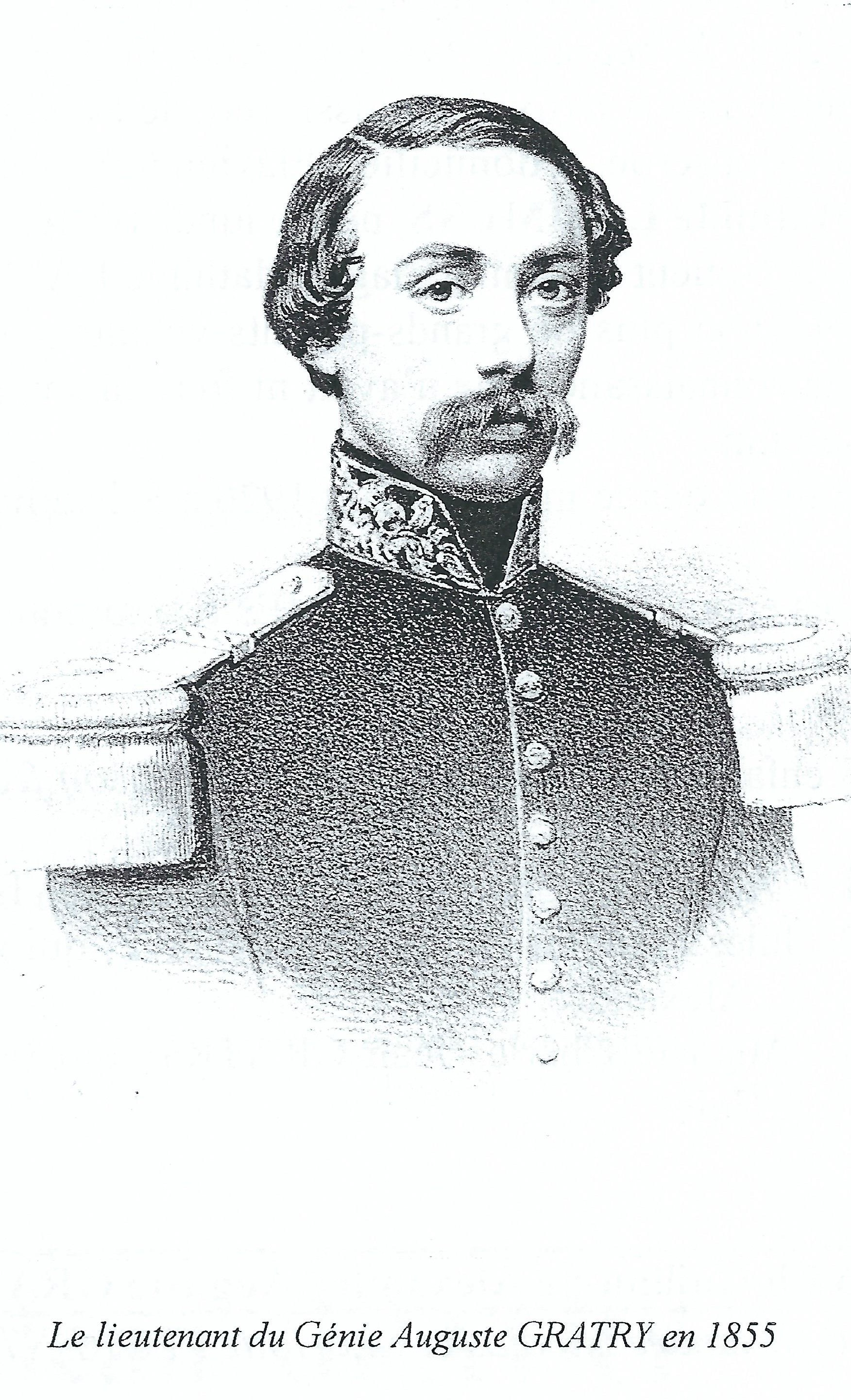
G.A.A. Gratry en 1855

Entré à 17 ans dans le Génie, il y fait toute sa carrière d'officier et est admis définitivement dans cette arme le 21 septembre 1845.
Avec une belle régularité il conquiert ses grades : il est sous-lieutenant en 1843, lieutenant en 1850, promu capitaine en second à l’occasion de la Fête nationale belge de 1857, capitaine en premier en 1863, major au moment où la France entre en guerre contre la Prusse en 1870, lieutenant-colonel en 1873, colonel en 1877 et enfin général-major en 1880.
Auguste (c’est ainsi qu’il signait) Gratry est successivement désigné pour commander, d’abord comme adjoint, puis en titre, dans toutes les grandes villes du pays. Il commence par Ostende en 1848, Mons en 1850, Tournai en 1851, Anvers en 1859, l’ensemble du Brabant enfin en 1880.
Gratry commence une carrière dans les bureaux du Ministère à Bruxelles en 1869, où il devient Directeur du Génie en 1874.
Sa correspondance avec son épouse contient quelques détails sur la guerre de 1870 ; il écrivit de Strasbourg, le 12 novembre (il a visité les tranchées prussiennes) : "L'attaque de Strasbourg du côté de la ville s'est faite sur un développement considérable, ce qui atteste les moyens puissants dont faisait usage l'armée prussienne. On n'a pas idée de cela chez nous… Je suis devenu ici extrêmement écœuré de la guerre, à cause des horreurs qu'elle traîne après elle… L'attaque a été terrible. La ville assiégée a reçu pendant de longs jours une pluie de projectiles de toute espèce et on doit se demander après cela comment il reste encore ici pierre sur pierre, comment le feu ne s'est pas propagé partout, à tous les quartiers de la ville. Il y a de grandes dévastations, mais il pourrait y en avoir plus."

### Carrière politique
Le 11 juin 1878, des élections ont lieu en Belgique. Le ministère catholique est renversé, et Hubert Frère-Orban, homme politique anticlérical modéré, forme un nouveau cabinet libéral, et en devient le chef.
Le Premier ministre (qui a dans ses attributions de choisir les ministres, choix que le Roi est dans l'obligation de ratifier) doit s'y reprendre à trois fois dans le choix de son Ministre de la Guerre : le premier - le général Renard - meurt après un an ; le deuxième - le général Liagre - démissionna de ses fonctions au bout d'une année, désavoué par ses collègues ; enfin, en juin 1880, Frère-Orban impose au Roi le général Gratry, dont le souverain ne voulait pas.
Léopold II supporte mal d'être un "irresponsable", dont aucun acte ne peut avoir d'effet s'il n'est contresigné par un ministre, comme le prévoit la Constitution belge.
Cela est vrai tout particulièrement dans le domaine militaire, où le Roi est persuadé qu'il possède des responsabilités particulières, une compétence dans les décisions, le droit de diriger le Ministre de la Guerre, alors que c'est un domaine où le souverain a particulièrement besoin de conseils ! C'est pourquoi il s'entend mal avec des Ministres de la Guerre qui ne partageaient pas ses vues.
Gratry s'efforce tout au long de son mandat de satisfaire aux exigences royales et d'épouser les vues du souverain, tout en soutenant sans faillir la politique du gouvernement.
II veille à ne prendre aucune décision, si minime fût-elle sans en informer le Roi : "Sous ce rapport, je fais plus que ne le faisaient mes prédécesseurs."
Tout est toutefois prétexte à divergences de vues entre Léopold II et Gratry : nominations et promotions au sein de l'armée, recrutement des soldats (au temps où le service militaire n'est pas encore obligatoire pour tous), organisation de manœuvres, répartition de troupes dans les différentes villes du pays...
L'éditeur de la correspondance entre le roi et ses ministres écrit: "Le général Gratry était un homme intelligent, non dépourvu d'humour, à la fois ferme et conciliant, doué d'une modération et d'une patience infinie.…Le troisième Ministre de la Guerre fut plus l'homme du cabinet (i.e. du Gouvernement) que celui du Roi, ce que Léopold II accepta malaisément et qui contribua à lui rendre la vie insupportable...."
Certaines des réalisations de Gratry ont résisté au temps ; toutes ont été marquées par un souci d'améliorer la condition de vie des troupes et l'organisation de l'armée.
Certains militaires de l'entourage royal n'hésitèrent pas à le présenter comme un suppôt du cabinet (nous dirions un "politicard"), alors qu'il ne fut jamais qu'honnête avec ses collègues du Gouvernement, impartial dans ses choix et probe dans ses décisions[réf. nécessaire].
La fièvre typhoïde fait encore des ravages dans l'armée à la fin du XIXe siècle : Gratry charge donc une commission de rechercher les causes de cette maladie, à la suite des cas qui se sont présentés dans différentes casernes. Comme l'insalubrité des casernes en est une des raisons majeures, Gratry encourage la construction de nouveaux bâtiments à Charleroi et à Bruxelles, à Laeken et à Namur notamment ou l'amélioration des casernes existantes "pour le casernement des troupes dans de bonnes conditions... pour empêcher l'épidémie de s'étendre et de faire de plus grands ravages". Beaucoup de ces casernements sont encore occupés de nos jours, après modernisation, et font partie du paysage urbain. Il dirige et surveille les travaux de construction du nouvel Hôpital Militaire de Louvain.
Il institue aussi que la troupe serait nourrie de viande fraîche pendant les manœuvres, et non de conserve, et fait signer au roi un arrêté prévoyant une augmentation des rations lors des manœuvres. Lors de celles de 1881, il attire l’attention du souverain sur le bon état sanitaire des hommes.
Dans le domaine de la psychologie du soldat, Gratry innove aussi, et décrète: "il est établi que les punitions qui ont un caractère de peine corporelle, notamment les exercices de punition, ne produisent généralement pas des effets réparateurs. Loin d'amender les hommes, elles les irritent et avivent le plus souvent leurs mauvaises dispositions, tandis qu'on obtient fréquemment leur amendement par des moyens de persuasion, d'exhortation, etc. Les châtiments qui ne sont ni efficaces, ni nécessaires devant être proscrits, j'ai décidé qu'à titre d'essai, tous les exercices de punitions seront provisoirement supprimés."
Après des manœuvres dans le Luxembourg, le Ministre fait preuve d'une vue très moderne des nécessités militaires en constatant: « Il est certain... que les uniformes laissent beaucoup à désirer. Ils sont incommodes, gênent les mouvements des hommes, sont, en général, trop éclatants pour un service de guerre, entraînant des dépenses considérables d'entretien et de renouvellement pour les officiers comme pour les soldats. Les buffleteries blanches, les brandebourgs blancs et jaunes sont très salissants et ont le grave inconvénient de former d'excellentes lignes de mire pour les tireurs ennemis… Il faut mettre l'équipement de nos troupes en rapport avec les nécessités actuelles de la guerre et avec les progrès qui ont été réalisés ailleurs… ». Malgré la réaction négative du Roi, l'armée belge simplifie tout de même les uniformes, et on sait quel effet bénéfique cette modernisation eut lors de la Grande Guerre…
Enfin, Gratry veille à la popularité de l'armée; il fait placer dans les petites villes du pays des écoles régimentaires (qui forment les futurs soldats dès quatorze ans) "Dans les petites villes et dans leurs environs, les écoles régimentaires se font une réputation justement méritée, qui leur attire la sympathie des familles et répand dans les populations une confiance des plus salutaires pour le recrutement de nos cadres subalternes."
Nous ne pouvons que citer en vrac mille autres initiatives prises par le Ministre Gratry : renforcement des relations avec les spécialistes des armées étrangères, construction de forts, répartition plus judicieuse des corps d'armée dans les différentes villes de garnison, organisation de manœuvres…
La toute nouvelle revue « L'Illustration Belge » consacra son numéro inaugural (première année, numéro un) au tout nouveau Ministre de la Guerre, avec un portrait gravé. L’article se terminait par ces mots : « C’est sous son administration, comme directeur du génie au département de la guerre, qu'ont été apportées les améliorations importantes destinées à rendre plus confortables et plus hygiéniques les habitations militaires. Sous sa direction fut construite la nouvelle caserne d'Etterbeek et commencées celles de Charleroi, de Namur et d'Anvers. Il faut signaler encore la part prise par le général Gratry aux travaux des commissions chargées de l'appropriation des territoires domaniaux de Charleroi et de Tournai. »
Les élections du 11 juin 1884 sont écrasantes pour le Ministère Frère-Orban. Les catholiques obtiennent une majorité de 36 voix au Parlement. Jamais plus le parti libéral ne devait revenir au pouvoir, sans une alliance avec une autre formation politique.
Le général Gratry demande donc à être démis de ses fonctions de ministre le 16 juin 1884.
Un buste, œuvre du sculpteur belge Charles-Auguste Fraikin, et plusieurs photos le montrent à l'époque ; le séduisant lieutenant est devenu un vieux général fatigué, à la poitrine couverte d'une dizaine de plaques ; ses yeux sont soucieux ; il a l'air perdu dans ses pensées ; ses cheveux sont totalement blancs ; il porte toujours la même grosse moustache, toute blanche, elle aussi.
Il est alors désigné pour commander la province de Liège et prend effectivement son commandement le 26 juin 1885.
Mais c'est alors un homme malade et rhumatisant ; plusieurs fois, il a séjourné sur la Côte et à Aix-la-Chapelle pour raison de santé ; c'est durant un long congé de maladie qu'il meurt à Saint Gilles lez Bruxelles dans sa maison de la Chaussée de Charleroi le 13 juillet 1885. Il est inhumé le 15 au cimetière d'Ath (la tombe n’existe plus) en présence des membres du gouvernement, des plus hautes autorités civiles et militaires. Tous, même ses ennemis, reconnurent sa bonté et son humanité.
Il épouse le 28 août 1858 à Irchonwelz Catherine Juliette Hannecart, fille de Jules Henri Joseph Hannecart et de Marie Anne Célestine Hermant.
Après un fils mort en bas âge, deux filles leur naissent, en 1860 et 1863.

## Distinctions
- Officier de l'ordre de Léopold (Belgique)
- Commandeur de l'ordre de la Couronne de Chêne (Pays-Bas)
- Chevalier de l'ordre de Léopold (Autriche)
- Chevalier de 2e classe de l'ordre du Mérite militaire (Espagne)Les décorations du Général G.A.A. Gratry

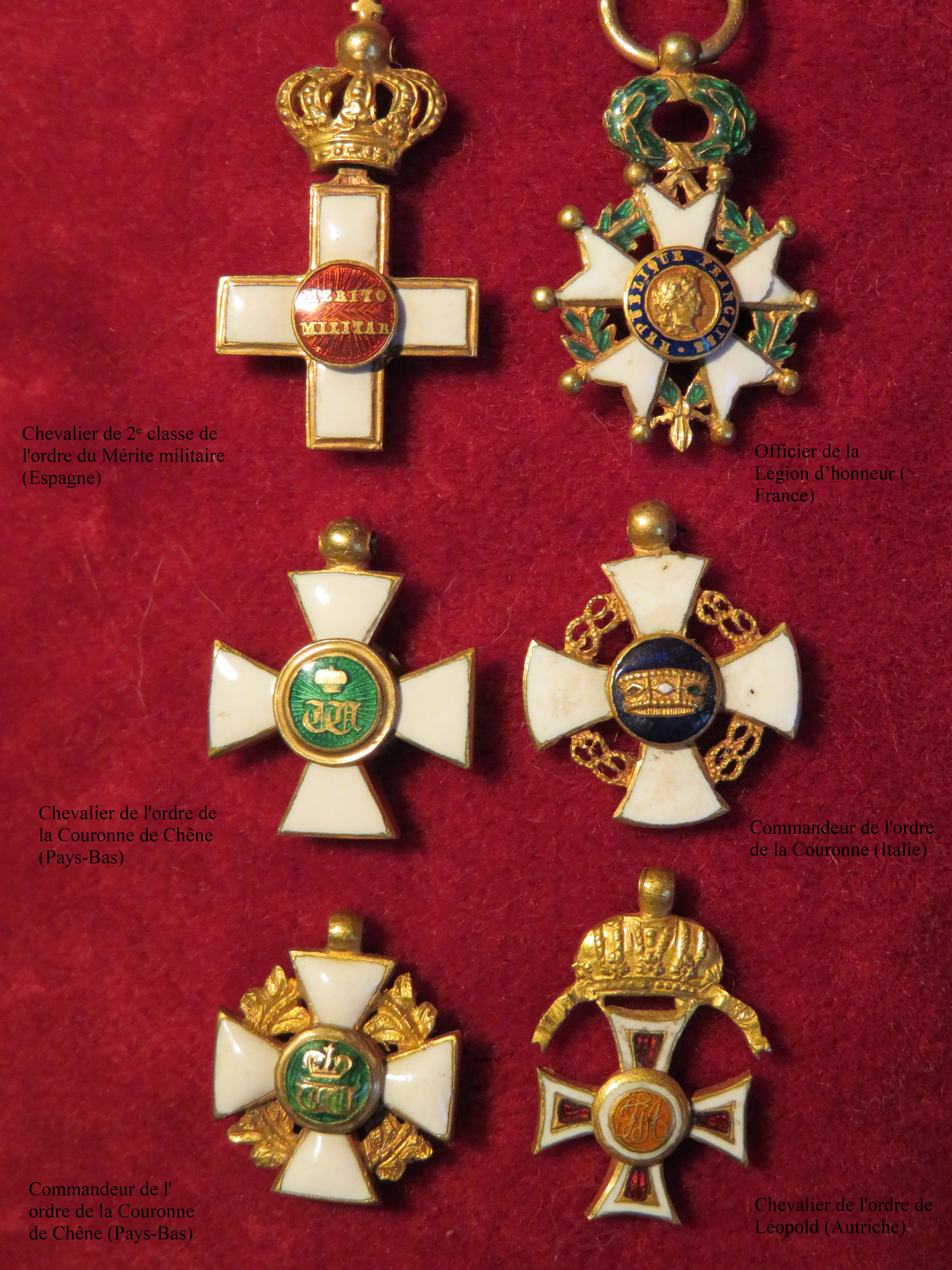
Les décorations du Général G.A.A. Gratry

- Les décorations du Général G.A.A. Gratry Officier de la Légion d'honneur (France)

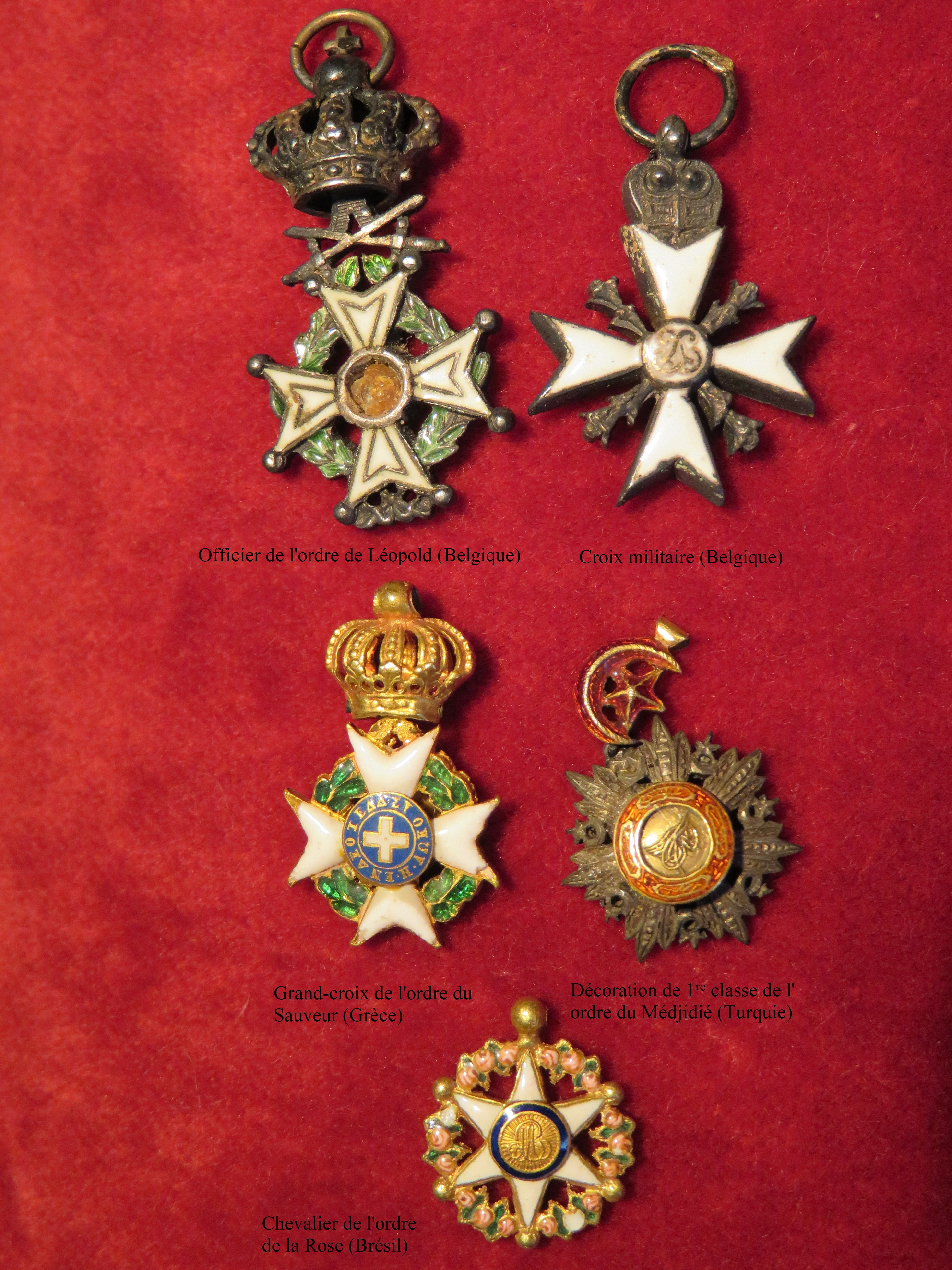
Les décorations du Général G.A.A. Gratry

- Chevalier de l'ordre de la Rose (Brésil)
- Commandeur de l'ordre de la Couronne (Italie)
- Grand-croix de l'ordre du Sauveur (Grèce)
- Décoration de 1re classe de l'ordre du Médjidié (Turquie)
- Ordre du Soleil Levant de 1re classe (Japon)
- Croix militaire

## Œuvres (sélection)
- Le camp de Beverloo
- Notes sur le mouvement d'un pendule libre
- Mémoire sur le moyen de communiquer le feu aux fourneaux de mines
- Description des appareils de maçonnerie les plus remarquables employés dans les constructions en briques
- Essai sur les ponts mobiles militaires
- Du pain : des différents modes et systèmes employés pour sa fabrication
- Discours prononcé sur la tombe de Félix Pauwels
- Le polygone de Brasschaet
- Extrait du sommaire des leçons données depuis 1825 à l'École d'application de l'art du Génie (manuscrit inédit)